# 信阳地区
信阳地区，中国旧地区名。
1969年由信阳专区改置。在今河南省东南部。行政公署驻信阳市。辖信阳市及信阳、潢川、光山、罗山、固始、息县、商城、新县、淮滨等县。1998年信阳市升地级市，撤销信阳地区，辖县划归信阳市。

## 历任专员
- 王子平（1968年2月-1974年11月）
- 魏玉高（1974年11月-1978年11月）
- 史宏泉（1979年1月-1982年1月）
- 徐国梁（1982年9月-1983年5月）
- 吴烈继（1983年6月-1986年7月）
- 董　雷（1986年9月-1987年10月）
- 刘心铭（1987年10月-1987年12月）